# Kaia Kanepi
Kaia Kanepi (ur. 10 czerwca 1985 w Haapsalu) – estońska tenisistka, mistrzyni juniorskiego French Open 2001 w grze pojedynczej.

## Kariera tenisowa

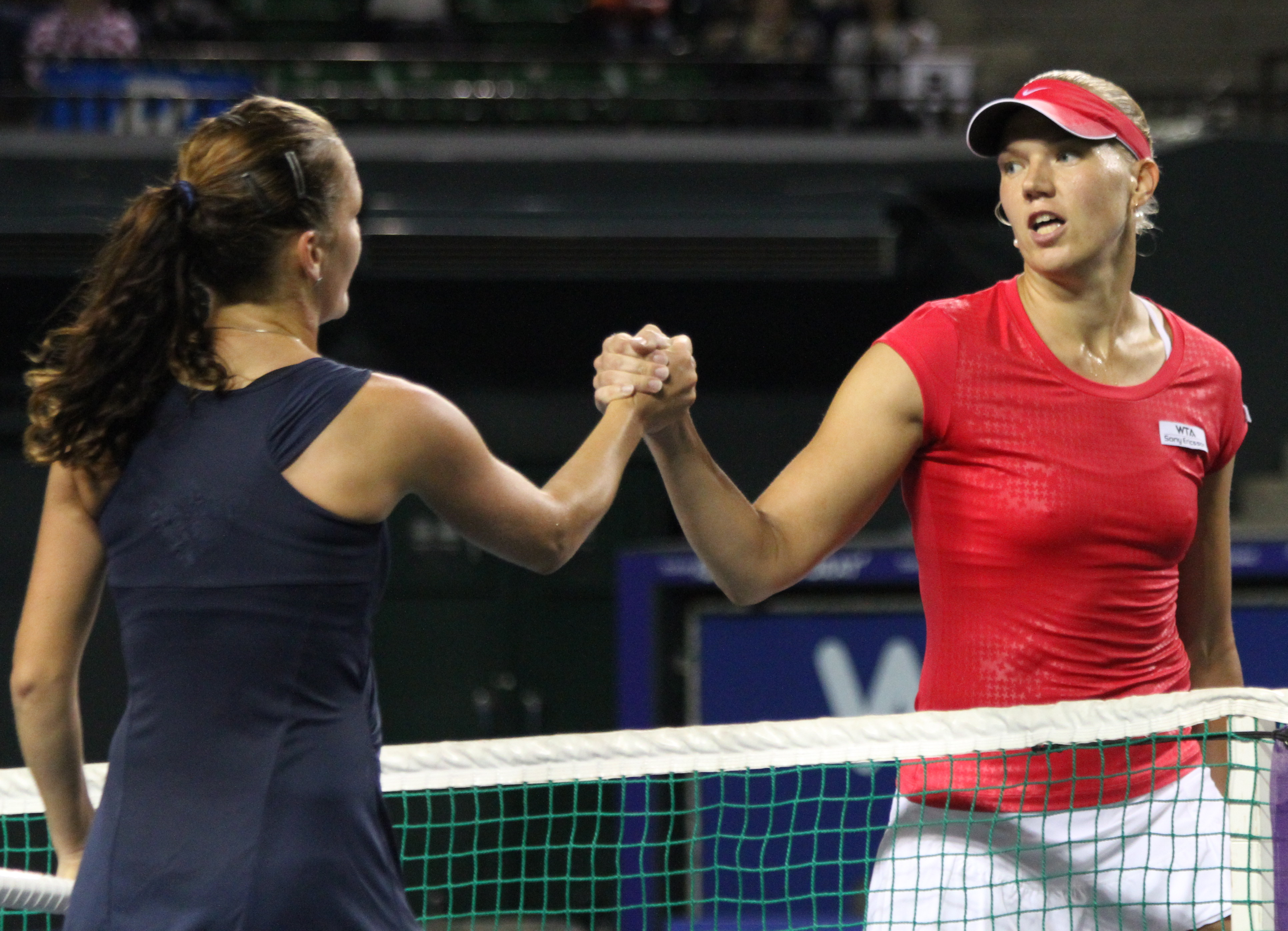
Kaia Kanepi po porażce z Agnieszką Radwańską, w ćwierćfinale turnieju Pan Pacific Open 2011

Jako juniorka wygrała wielkoszlemowy French Open 2001, w którego finale pokonała Swietłanę Kuzniecową i została liderką rankingu juniorskiego.
W czerwcu 2006 roku osiągnęła pozycję 62 w rankingu światowym. Jest zawodniczką praworęczną, z oburęcznym backhandem, o bardzo dobrych warunkach fizycznych. Reprezentowała Estonię na letnich igrzyskach olimpijskich w 2000 roku w Sydney i w 2004 roku w Atenach. Obecnie jest najwyżej notowaną zawodniczką w kraju i jednocześnie jedyną Estonką sklasyfikowaną w pierwszej setce rankingów światowych (druga jest Maret Ani).
W turnieju zawodowym zadebiutowała w Wiedniu w 2001 roku, w pierwszej rundzie trafiła na znacznie wyżej notowaną zawodniczkę, Anke Huber, z którą przegrała. Rok później dostała się do turniejów głównych w Portorožu i w Helsinkach. W latach 2003–2004 odnosiła sukcesy w rozgrywkach ITF, wygrywając kolejne turnieje. Jednak na IO w Atenach przegrała już w pierwszej rundzie. Odniosła kontuzję kolana, która wyeliminowała ją z rozgrywek do lutego 2005.
Rok 2005 to jeden z najlepszych sezonów w jej dotychczasowej karierze. Jako pierwsza w historii Estonka osiągnęła półfinał turnieju zawodowego (w Kolkacie), ulegając dopiero wysoko notowanej Rosjance Anastasiji Myskinie. Zakwalifikowała się do turnieju w Hasselt i wygrała kolejny turniej ITF.
Na początku sezonu 2006 kilkakrotnie odpadła we wczesnych rundach turnieju. Zaliczyła debiut wielkoszlemowy, na Roland Garros, odpadając w drugiej rundzie (w pierwszej rundzie wygrała z Květą Peschke, a w drugiej zdobyła seta w meczu przeciw Anabel Medinie Garrigues). Zadebiutowała też w dwóch pozostałych turniejach Wielkiego Szlema, osiągnęła trzecią rundę US Open (porażka z Virginie Razzano). Odnotowała awans z miejsca 87 na 72 w rankingu światowym. Na tydzień przed zakończeniem sezonu doszła do finału turnieju zawodowego. Był to turniej Gaz de France Stars w Hasselt. Kaia przebrnęła trzy rundy eliminacji, jako zawodniczka rozstawiona z siódemką, ograła między innymi pierwszą rakietę Luksemburga, Anne Kremer. W turnieju głównym ograła kolejno: Nathalie Dechy, Eleni Daniilidu, [2] Francescę Schiavone i Michaëllę Krajicek, ulegając w decydującym meczu rozstawionej z numerem [1] Kim Clijsters 3:6, 6:3, 4:6. Została pierwszą Estonką, która zagrała w finale zawodowej imprezy tenisowej i umocniła się na pozycji liderki wewnętrznych rankingów Estonii.
W 2008 roku grała we wszystkich turniejach Wielkoszlemowych i w trzech wygrała przynajmniej po jednym meczu w turnieju głównym. W turnieju Roland Garros pokonała w turnieju głównym kolejno – Yuan Meng z Chin 6:2, 6:2, następnie rozstawioną Rosjankę Annę Czakwetadze 6:4, 7:6, Hiszpankę Anabel Medinę Garrigues 6:1, 5:7, 7:5 i Petrę Kvitovą 6:3, 3:6, 6:1, ulegając dopiero Swietłanie Kuzniecowej 5:7, 2:6.
Sezon 2009 był dla Estonki podzielony na dobrą część i złą część. Na początku sezonu odpadła co prawda w 1 rundzie Australian Open, jednak później dotarła do 3 rundy turnieju w Indian Wells i w Miami (warto odnotować, że w Miami przegrała w 3 rundzie z Agnieszką Radwańską 3:6, 4:6). Na początku kwietnia dotarła do ćwierćfinału turnieju w Marbelli. Po nieudanym turnieju w Barcelonie w maju Kanepi dość niespodziewanie osiągnęła ćwierćfinał w Rzymie eliminując kolejno amerykańską kwalifikantkę Vanię King 6:4, 6:3, Austriaczkę Sybille Bammer 7:5, 6:3, Szwajcarkę Patty Schnyder 6:3, 6:0 i ulegając dopiero Wiktoryi Azarance 6:7, 3:6. Głównie ten turniej pozwolił awansować Kanepi na 18 – najwyższe w rankingu – miejsce 25 maja właśnie 2009 roku. Jeszcze przed 25 maja Kanepi odpadła w 1 rundzie turnieju w Madrycie i turnieju Roland Garros. Do końca sezonu nie udało jej się już wygrać żadnego meczu w cyklu WTA. Tym sposobem sezon zakończyła już w siódmej dziesiątce rankingu WTA.
2010 rok zaczął się dla Estonki dużo lepiej – w Auckland sprawiła sensację eliminując rozstawioną z numerem 2 Chinkę Li Na. Potem przegrała z wracającą do dobrej formy Rosjanką Mariją Kirilenko 2:6, 3:6. W Hobart spotkała się w 1 rundzie z inną Chinką Zheng Jie rozstawioną z numerem 7 i przegrała po wyrównanym meczu 6:4, 3:6, 6:7. Pod koniec stycznia osiągnęła jeszcze 2 rundę wielkoszlemowego turnieju Australian Open pokonując Tajwankę Chan Yung-jan 7:6, 6:2 i przegrywając z rozstawioną z numerem 19 Rosjanką Nadieżdą Pietrową 4:6, 4:6. W lutym Kanepi zaprezentowała się z bardzo dobrej strony w Memphis osiągając ćwierćfinał. W Acapulco dotarła do 2 rundy, w 1 gromiąc reprezentantkę gospodarzy Alejandrę Granillo. W marcu Kanepi wzięła udział we wszystkich możliwych turniejach, ale tylko w Monterrey awansowała do 2 rundy. Mimo lepszej formy niż w drugiej połowie 2009 roku, Estonka wypadła z pierwszej 100. W kwietniu Kanepi odpuściła sobie starty w turniejach cyklu WTA i startowała z powodzeniem w turniejach mniejszej rangi. Dzięki dobrym występom wróciła do czołowej 100. W maju wystąpiła w wielkoszlemowym Roland Garros, gdzie po pokonaniu Francuzki Pauline Parmentier 6:3, 6:1 przegrała po walce z rozstawioną z numerem 4 Serbką Jeleną Janković 2:6, 6:3, 4:6. W czerwcu wystąpiła w turnieju w Birmingham. Będąc kwalifikantką znalazła się w ćwierćfinale – pokonała w nim niespodziewanie rozstawioną z numerem 12 Brytyjkę Elenę Baltachę w 1 secie 6:1, po czym przeciwniczka zrezygnowała z gry, następnie wygrała z Australijką Jarmilą Groth 7:6, 7:5, Michelle Larcher de Brito 6:2, 6:2 po czym przegrała z rozstawioną z numerem 1 Chinką Li Na 4:6, 2:6. Na porażkę miały wpływ dwa mecze w 1 dniu – właśnie z Li Na oraz z Michelle Larcher de Brito. Potem przyszedł czas na Wimbledon. Estonka znajdowała się przed jego rozpoczęciem na 79 miejscu w rankingu. Kanepi znowu brała udział w kwalifikacjach, w których dość pechowo została rozstawiona z numerem 1 – oznaczało to, że gdyby o jedna zawodniczka więcej znajdująca się przed nią zrezygnowała z gry w Wimbledonie Kanepi znalazłaby się w turnieju bez kwalifikacji. W 1 rundzie kwalifikacji pokonała Ukrainkę Olhę Sawczuk 6:1, 7:5, potem wyeliminowała Jelenę Bowinę 6:1, 6:2, a w ostatniej rundzie pokonała Serbkę Ajlę Tomljanović w takim samym stosunku. W 1 rundzie głównego turnieju trafiła na rozstawioną z 6 Samanthę Stosur – niedawną finalistkę French Open. Ku zdumieniu wielu kibiców wygrała ten mecz 6:4, 6:4. W kolejnej rundzie jej rywalką była mało znana Rumunka Edina Gallovits. Mimo marnej reputacji Gallovits stawiła zacięty opór – przegrała z Kanepi 4:6, 5:7. W 3 rundzie Kanepi wyeliminowała numer 31 turnieju – zwyciężczynię turnieju Warsaw Open Alexandrę Dulgheru, czyli kolejną Rumunkę – w bardzo jednostronnym meczu 6:1, 6:2. W kolejnej rundzie jej rywalką była Klára Zakopalová. Czeszka przegrała z Estonką 2:6, 4:6. W opublikowanym następnego dnia rankingu Kanepi znalazła się na 80 miejscu – pozycję niżej niż w poprzednim. Zagrała w ćwierćfinale z następną Czeszką – Petrą Kvitovą, z którą w 2008 roku grała o ćwierćfinał Roland Garros – wówczas wygrała po 3 setach Kanepi. Pierwszego seta wygrała Kanepi 6:4. W drugim po tie-breaku triumfowała Kvitová 7:6. W trzecim secie Kanepi prowadziła 4:0 i serwowała, następnie prowadziła 5:2 i 6:5 by przegrać ten set 6:8. Mimo porażki Kanepi awansowała aż o 42 miejsca w rankingu – na 38 miejsce.
W 2012 roku osiągnęła drugą rundę Australian Open oraz ćwierćfinał French Open. W pozostałych turniejach zaliczanych do Wielkiego Szlema nie występowała z powodu kontuzji. We wrześniu 2012 roku osiągnęła finał turnieju w Seulu, w którym uległa Caroline Wozniacki 1:6, 0:6.
Dla Kanepi pierwszym turniejem WTA Tour w sezonie 2013 były zawody w Katowicach, gdzie osiągnęła drugą rundę. Następnie awansowała także do drugiej rundy w Marrakeszu i doszła do półfinału w Oeiras. W Madrycie Estonka osiągnęła ćwierćfinał. Na turnieju w Brukseli pokonała w finale Peng Shuai 6:2, 7:5. Na French Open odpadła w drugiej rundzie, a w 's-Hertogenbosch w pierwszej. W wielkoszlemowym Wimbledonie przegrała w ćwierćfinale z późniejszą finalistką – Sabine Lisicki.
W 2022 roku, mimo 115. pozycji w rankingu WTA, awansowała do ćwierćfinału Australian Open, po drodze pokonując rozstawioną z numerem drugim Arynę Sabalenkę. W meczu o półfinał przegrała z Igą Świątek 6:4, 6:7(2), 3:6.
W zawodach cyklu WTA Tour Estonka wygrała cztery turnieje w grze pojedynczej z dziesięciu rozegranych finałów, w grze podwójnej natomiast osiągnęła jeden finał.

## Historia występów wielkoszlemowych
Legenda
     W, wygrany turniej
     F, przegrana w finale
     SF, przegrana w półfinale
     QF, przegrana w ćwierćfinale
     xR, przegrana w x rundzie
     Qx, przegrana w x rundzie kwalifikacji
     A, brak startu
     NH, turniej nie odbył się

### Występy w grze pojedynczej
| Turniej                | 2001 | 2002 | 2003 | 2004 | 2005 | 2006 | 2007 | 2008 | 2009 | 2010 | 2011 | 2012 | 2013 | 2014 | 2015 | 2016 | 2017 | 2018 | 2019 | 2020 | 2021 | 2022 | 2023 | Tytuły | Z–P     |  |
| ---------------------- | ---- | ---- | ---- | ---- | ---- | ---- | ---- | ---- | ---- | ---- | ---- | ---- | ---- | ---- | ---- | ---- | ---- | ---- | ---- | ---- | ---- | ---- | ---- | ------ | ------- |  |
| Australian Open        | A    | Q2   | A    | Q2   | A    | Q1   | 2R   | 1R   | 3R   | 2R   | 2R   | 2R   | A    | 1R   | 1R   | A    | A    | 3R   | 1R   | 1R   | 3R   | QF   | 1R   | 0 / 14 | 14 – 14 |  |
| French Open            | A    | A    | A    | Q2   | A    | 2R   | 1R   | QF   | 1R   | 2R   | 3R   | QF   | 2R   | 1R   | 1R   | Q2   | A    | 1R   | 4R   | 2R   | 1R   | 3R   | 1R   | 0 / 16 | 19 – 16 |  |
| Wimbledon              | A    | A    | A    | A    | A    | 1R   | 2R   | 1R   | 1R   | QF   | 1R   | A    | QF   | 2R   | 1R   | A    | Q2   | 1R   | 2R   | NH   | 1R   | 1R   | 1R   | 0 / 14 | 11 – 14 |  |
| US Open                | A    | Q1   | Q2   | A    | Q2   | 3R   | 1R   | 2R   | 1R   | QF   | 2R   | A    | 3R   | 4R   | 2R   | A    | QF   | 4R   | 2R   | 2R   | 2R   | 2R   | 2R   | 0 / 16 | 26 – 16 |  |
|                        |      |      |      |      |      |      |      |      |      |      |      |      |      |      |      |      |      |      |      |      |      |      |      |        |         |  |
| Ranking na koniec roku | 203  | 283  | 167  | 226  | 120  | 64   | 75   | 27   | 61   | 22   | 34   | 19   | 30   | 52   | 126  | 302  | 107  | 58   | 101  | 101  | 72   | 30   |      | 0 / 60 | 70 – 60 |  |

### Występy w grze podwójnej
| Australian Open        | A | A   | A   | A | A   | A   | 1R  | A   | 1R  | 1R  | 2R  | 2R  | A  | 2R  | A | A | A | A   | A | A  | A    | A   | A  | 0 / 6  | 3 – 6   |  |  |
| French Open            | A | A   | A   | A | A   | 1R  | 1R  | 1R  | 2R  | A   | 2R  | 3R  | A  | 3R  | A | A | A | A   | A | A  | A    | A   | 1R | 0 / 8  | 6 – 8   |  |  |
| Wimbledon              | A | A   | A   | A | A   | 1R  | 1R  | 3R  | 3R  | 2R  | A   | A   | A  | 1R  | A | A | A | 2R  | A | NH | 1R   | 1R  | A  | 0 / 9  | 6 – 9   |  |  |
| US Open                | A | A   | A   | A | A   | 1R  | 1R  | 1R  | 1R  | 1R  | A   | A   | 1R | A   | A | A | A | 1R  | A | A  | A    | A   | A  | 0 / 7  | 0 – 7   |  |  |
|                        |   |     |     |   |     |     |     |     |     |     |     |     |    |     |   |   |   |     |   |    |      |     |    |        |         |  |  |
| Ranking na koniec roku | – | 546 | 363 | – | 501 | 890 | 330 | 244 | 156 | 285 | 150 | 119 | –  | 167 | – | – | – | 324 | – | –  | 1384 | 519 |    | 0 / 30 | 15 – 30 |  |  |

### Występy w grze mieszanej
| Australian Open | A | A | A | A | A | A | A | A  | A  | A  | A  | A | A | A | A | A | A | A | A | A  | A | A | A | 0 / 0 | 0 – 0 |  |  |
| French Open     | A | A | A | A | A | A | A | A  | A  | A  | 1R | A | A | A | A | A | A | A | A | NH | A | A | A | 0 / 1 | 0 – 1 |  |  |
| Wimbledon       | A | A | A | A | A | A | A | 2R | A  | A  | A  | A | A | A | A | A | A | A | A | NH | A | A | A | 0 / 1 | 1 – 0 |  |  |
| US Open         | A | A | A | A | A | A | A | A  | 1R | 2R | A  | A | A | A | A | A | A | A | A | NH | A | A | A | 0 / 2 | 1 – 2 |  |  |
|                 |   |   |   |   |   |   |   |    |    |    |    |   |   |   |   |   |   |   |   |    |   |   |   |       |       |  |  |
|                 |   |   |   |   |   |   |   |    |    |    |    |   |   |   |   |   |   |   |   |    |   |   |   | 0 / 4 | 2 – 3 |  |  |

## Finały turniejów WTA
| Legenda                     | Legenda |
| --------------------------- | ------- |
| Wielki Szlem                |         |
| Igrzyska olimpijskie        |         |
| WTA Tour Championships      |         |
| 1988 – 2008                 |         |
| Kategoria I                 |         |
| Kategoria II                |         |
| Kategoria III               |         |
| Kategoria IV                |         |
| Kategoria V                 |         |
| 2009 – 2020                 |         |
| WTA Premier Mandatory       |         |
| WTA Premier 5               |         |
| WTA Premier                 |         |
| WTA International Series    |         |
| WTA 125K series (2012–2020) |         |
| od 2021                     |         |
| WTA 1000 (obowiązkowe)      |         |
| WTA 1000 (nieobowiązkowe)   |         |
| WTA 500                     |         |
| WTA 250                     |         |
| WTA 125                     |         |

### Gra pojedyncza 10 (4–6)
| Końcowy wynik | Nr | Data                 | Turniej    | Nawierzchnia    | Przeciwniczka        | Wynik finału     |
| ------------- | -- | -------------------- | ---------- | --------------- | -------------------- | ---------------- |
| Finalistka    | 1. | 5 listopada 2006     | Hasselt    | Dywanowa (hala) | Kim Clijsters        | 3:6, 6:3, 4:6    |
| Finalistka    | 2. | 5 października 2008  | Tokio      | Twarda          | Caroline Wozniacki   | 2:6, 6:3, 1:6    |
| Zwyciężczyni  | 1. | 18 lipca 2010        | Palermo    | Ceglana         | Flavia Pennetta      | 6:4, 6:3         |
| Finalistka    | 3. | 23 października 2011 | Moskwa     | Twarda (hala)   | Dominika Cibulková   | 6:3, 6:7(1), 5:7 |
| Zwyciężczyni  | 2. | 7 stycznia 2012      | Brisbane   | Twarda          | Daniela Hantuchová   | 6:2, 6:1         |
| Zwyciężczyni  | 3. | 5 maja 2012          | Estoril    | Ceglana         | Carla Suárez Navarro | 3:6, 7:6(8), 6:4 |
| Finalistka    | 4. | 23 września 2012     | Seul       | Twarda          | Caroline Wozniacki   | 1:6, 0:6         |
| Zwyciężczyni  | 4. | 25 maja 2013         | Bruksela   | Ceglana         | Peng Shuai           | 6:2, 7:5         |
| Finalistka    | 5. | 7 lutego 2021        | Melbourne  | Twarda          | Elise Mertens        | 4:6, 1:6         |
| Finalistka    | 6. | 7 sierpnia 2022      | Waszyngton | Twarda          | Ludmiła Samsonowa    | 6:4, 3:6, 3:6    |

### Gra podwójna 1 (0–1)
| Końcowy wynik | Nr | Data             | Turniej   | Nawierzchnia | Partnerka       | Przeciwniczki                   | Wynik finału   |
| ------------- | -- | ---------------- | --------- | ------------ | --------------- | ------------------------------- | -------------- |
| Finalistka    | 1. | 15 kwietnia 2012 | Kopenhaga | Twarda       | Sofia Arvidsson | Kimiko Date-Krumm Rika Fujiwara | 2:6, 6:4, 5–10 |

## Finały turniejów rangi ITF
| turnieje z pulą nagród 100 000 $   |
| turnieje z pulą nagród 75/80 000 $ |
| turnieje z pulą nagród 50/60 000 $ |
| turnieje z pulą nagród 25 000 $    |
| turnieje z pulą nagród 15 000 $    |
| turnieje z pulą nagród 10 000 $    |

### Gra pojedyncza 27 (21–6)
| Rezultat     |     | Data       | Turniej                    | ($)        | Naw.          | Przeciwniczka               | Wynik                  |
| Finalistka   | 1.  | 04/07/1999 | Tallinn                    | 10 000     | Ceglana       | Anna Zaporożanowa           | 3:6, 3:6               |
| Zwyciężczyni | 1.  | 25/06/2000 | Tallinn                    | 10 000     | Ceglana       | Margit Rüütel               | 6:1, 6:2               |
| Zwyciężczyni | 2.  | 17/06/2001 | Tallinn                    | 25 000     | Ceglana       | Ľubomíra Kurhajcová         | 7:6(4), 6:3            |
| Finalistka   | 2.  | 22/07/2001 | Modena                     | 50 000     | Ceglana       | Maja Matevžič               | 5:7, 6:7(5)            |
| Finalistka   | 3.  | 29/07/2001 | Ettenheim                  | 50 000     | Ceglana       | Maja Matevžič               | 2:6, 3:6               |
| Zwyciężczyni | 3.  | 08/06/2003 | Galatina                   | 25 000     | Ceglana       | María José Martínez Sánchez | 6:3, 6:3               |
| Zwyciężczyni | 4.  | 14/09/2003 | Turyn                      | 25 000     | Ceglana       | Mervana Jugić-Salkić        | 6:3, 6:3               |
| Finalistka   | 4.  | 19/10/2003 | Joué-lès-Tours             | 25 000     | Twarda (hala) | Dally Randriantefy          | 5:7, 4:6               |
| Zwyciężczyni | 5.  | 15/02/2004 | Sunderland                 | 25 000     | Twarda (hala) | Anna Czakwetadze            | 7:6(5), 6:0            |
| Zwyciężczyni | 6.  | 03/07/2005 | Fano                       | 75 000     | Ceglana       | Melinda Czink               | 3:6, 6:1, 7:5          |
| Finalistka   | 5.  | 17/12/2005 | Dubaj                      | 75 000 +H  | Ceglana       | Marion Bartoli              | 2:6, 0:6               |
| Zwyciężczyni | 7.  | 02/05/2010 | Cagnes-sur-Mer             | 100 000 +H | Ceglana       | Maša Zec Peškirič           | 6:3, 6:2               |
| Zwyciężczyni | 8.  | 16/05/2010 | Saint-Gaudens              | 50 000 +H  | Ceglana       | Zhang Shuai                 | 6:2, 7:5               |
| Finalistka   | 6.  | 06/07/2014 | Contrexéville              | 100 000    | Ceglana       | Irina-Camelia Begu          | 3:6, 4:6               |
| Zwyciężczyni | 9.  | 12/07/2014 | Biarritz                   | 100 000    | Ceglana       | Teliana Pereira             | 6:2, 6:4               |
| Zwyciężczyni | 10. | 19/12/2015 | Bangkok                    | 75 000     | Twarda        | Patty Schnyder              | 6:3, 6:3               |
| Zwyciężczyni | 11. | 10/06/2017 | Essen                      | 25 000     | Ceglana       | Patty Schnyder              | 6:3, 6:7(5), 2:0 krecz |
| Zwyciężczyni | 12. | 29/07/2017 | Parnawa                    | 15 000     | Ceglana       | Polina Golubovskaya         | 6:1, 6:0               |
| Zwyciężczyni | 13. | 05/11/2017 | Nantes                     | 25 000     | Twarda (hala) | Richèl Hogenkamp            | 6:3, 6:4               |
| Zwyciężczyni | 14. | 10/06/2018 | Brescia                    | 60 000     | Ceglana       | Martina Trevisan            | 6:4, 6:3               |
| Zwyciężczyni | 15. | 01/12/2019 | Milovice                   | 15 000     | Twarda (hala) | Anastasija Kulikowa         | 6:4, 6:3               |
| Zwyciężczyni | 16. | 18/10/2020 | Cherbourg-en-Cotentin      | 25 000     | Twarda (hala) | Harriet Dart                | 6:4, 6:4               |
| Zwyciężczyni | 17. | 31/10/2020 | Stambuł                    | 25 000     | Twarda (hala) | Wiera Zwonariowa            | 6:3, 6:3               |
| Zwyciężczyni | 18. | 22/11/2020 | Las Palmas de Gran Canaria | 25 000     | Ceglana       | Majar Szarif                | 6:3, 6:2               |
| Zwyciężczyni | 19. | 08/08/2021 | Parnawa                    | 25 000     | Ceglana       | Anna Sisková                | 7:5, 6:4               |
| Zwyciężczyni | 20. | 26/09/2021 | Fort Worth                 | 25 000     | Twarda        | Kayla Day                   | 6:2, 6:1               |
| Zwyciężczyni | 21. | 16/07/2023 | Amstelveen                 | 60 000     | Ceglana       | Lola Radivojević            | 6:2, 7:6(5)            |

### Gra podwójna 3 (2–1)
| Rezultat     |    | Data       | Turniej | ($)     | Naw.          | Partnerka       | Przeciwniczki                        | Wynik       |
| Finalistka   | 1. | 25/06/2000 | Tallinn | 10 000  | Ceglana       | Scarlett Werner | Agata Kurowska Maria Wolfbrandt      | 6:7(5), 4:6 |
| Zwyciężczyni | 1. | 12/10/2003 | Jersey  | 25 000  | Twarda (hala) | Sofia Arvidsson | Yvonne Meusburger Hanna Nooni        | 6:3, 7:5    |
| Zwyciężczyni | 2. | 15/07/2007 | Biella  | 100 000 | Ceglana       | Maret Ani       | Mervana Jugić-Salkić Renata Voráčová | 6:4, 6:1    |

## Występy w igrzyskach olimpijskich

### Gra pojedyncza
| Runda                                                                     | Przeciwniczka                    | Wynik         |  |
| ------------------------------------------------------------------------- | -------------------------------- | ------------- |  |
|                                                                           |                                  |               |  |
| Letnie Igrzyska Olimpijskie w Atenach 2004, reprezentując państwo Estonia |                                  |               |  |
| I runda                                                                   | Korea Południowa: Cho Yoon-jeong | 6:7(1), 1:6   |  |
|                                                                           |                                  |               |  |
| Letnie Igrzyska Olimpijskie w Pekinie 2008, reprezentując państwo Estonia |                                  |               |  |
| I runda                                                                   | Włochy: Flavia Pennetta [14]     | 6:2, 7:6      |  |
| II runda                                                                  | Francja: Virginie Razzano        | 6:4, 7:5      |  |
| III runda                                                                 | Chiny: Li Na                     | 6:4, 2:6, 0:6 |  |

### Gra podwójna
| Runda                                                                     | Partnerka | Przeciwniczki                                  | Wynik    |
| ------------------------------------------------------------------------- | --------- | ---------------------------------------------- | -------- |
|                                                                           |           |                                                |          |
| Letnie Igrzyska Olimpijskie w Atenach 2004, reprezentując państwo Estonia |           |                                                |          |
| I runda                                                                   | Maret Ani | Australia: Alicia Molik / Rennae Stubbs [4]    | 4:6, 1:6 |
|                                                                           |           |                                                |          |
| Letnie Igrzyska Olimpijskie w Pekinie 2008, reprezentując państwo Estonia |           |                                                |          |
| I runda                                                                   | Maret Ani | Białoruś: Wiktoryja Azaranka / Tacciana Puczak | 2:6, 2:6 |

## Finały juniorskich turniejów wielkoszlemowych

### Gra pojedyncza (1)
| Końcowy wynik | Rok  | Turniej     | Nawierzchnia | Przeciwniczka        | Wynik finału  |
| Zwyciężczyni  | 2001 | French Open | Ceglana      | Swietłana Kuzniecowa | 6:3, 1:6, 6:2 |